# Chima Okoroji
Chima Sean Okoroji (sinh ngày 19 tháng 4 năm 1997) là một cầu thủ bóng đá chuyên nghiệp người Đức hiện tại đang thi đấu ở vị trí hậu vệ cánh trái cho câu lạc bộ SV Sandhausen tại 3. Liga.

## Sự nghiệp thi đấu

### Freiburg
Okoroji ra mắt chuyên nghiệp cho SC Freiburg vào ngày 21 tháng 10 năm 2018, khi vào sân thay cho Roland Sallai ở phút thứ 73 trong trận hòa 1–1 trước Hertha BSC tại Bundesliga.

## Đời tư
Okoroji sinh ra tại Đức, có bố là người Nigeria và mẹ là người Anh đến từ Liverpool.